# Lassi (Saaremaa)
Lassi is een plaats in de Estlandse gemeente Saaremaa, provincie Saaremaa. De plaats heeft de status van dorp (Estisch: küla) en telt 25 inwoners (2021).
Tot in oktober 2017 behoorde Lassi tot de gemeente Salme en sindsdien tot de fusiegemeente Saaremaa.
De plaats werd voor het eerst genoemd in 1618 onder de naam Laszi en behoorde tot het landgoed van Tiirimetsa. In 1977 werd Lassi bij het buurdorp Tiirimetsa gevoegd. In 1997 werd het weer een afzonderlijk dorp.